# Jüdischer Friedhof (Aschenhausen)

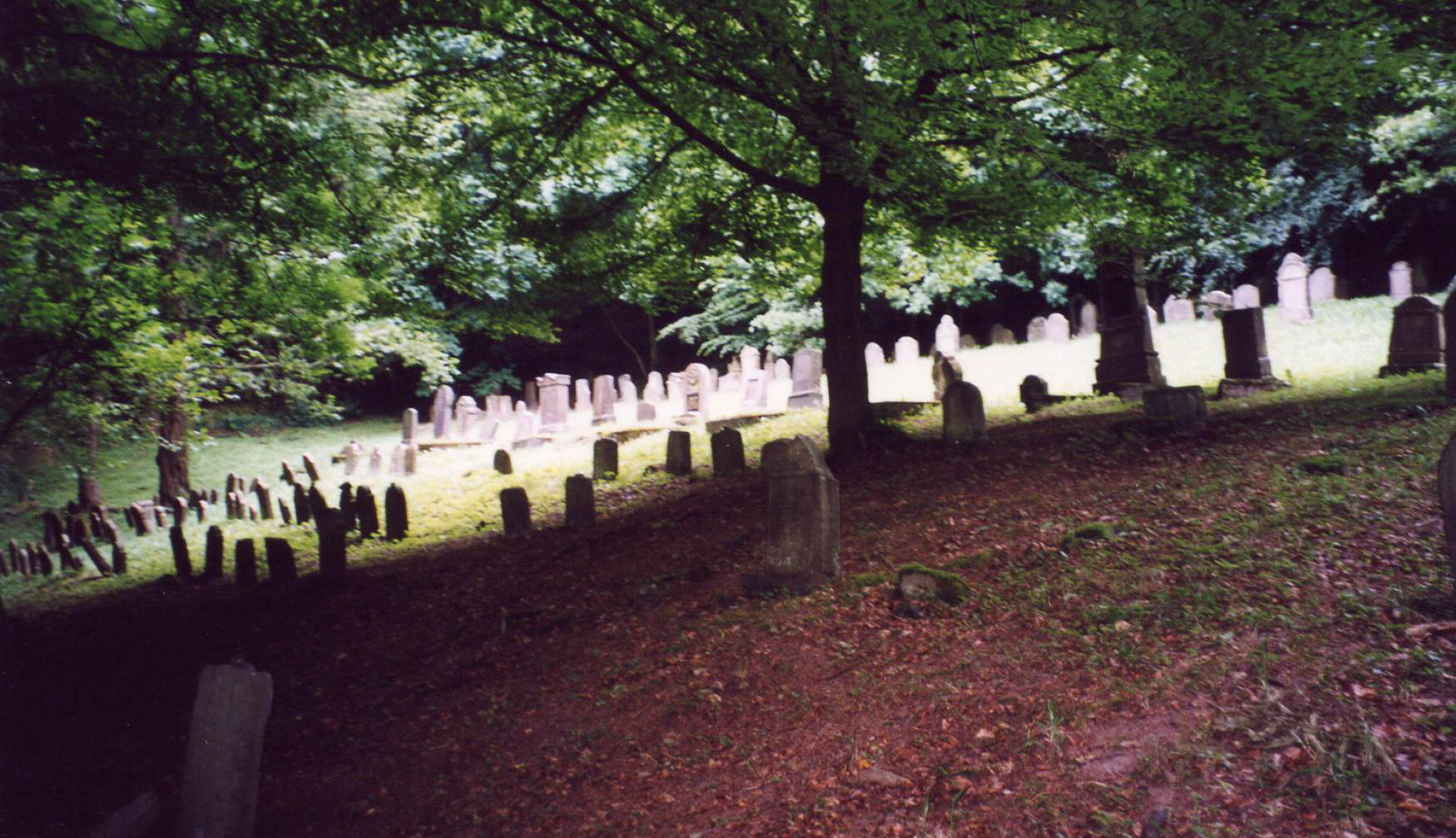
Jüdischer Friedhof in Aschenhausen

Der Jüdische Friedhof in Aschenhausen, einem Ortsteil der Stadt Kaltennordheim im Landkreis Schmalkalden-Meiningen im Süden von Thüringen, wurde zu Beginn des 18. Jahrhunderts angelegt und vermutlich bis 1936 belegt. Der jüdische Friedhof mit einer Fläche von etwa 50 Ar befindet sich am Waldrand, etwa 150 Meter westlich vom Dorfausgang. Er ist über die Kirchstraße zu erreichen.

## Geschichte
Die erste Beisetzung fand im Jahr 1707 statt. Auf dem Friedhof wurden auch die Toten der jüdischen Familien von Kaltennordheim, Kaltensundheim und Oepfershausen beigesetzt. Der älteste erhaltene Grabstein ist von etwa 1720. Heute sind zwei große Grabfelder mit insgesamt etwa 150 Grabsteinen vorhanden.
Im Jahr 1994 wurde im Rahmen einer Arbeitsbeschaffungsmaßnahme die gesamte Friedhofsanlage hergerichtet.